# 盐边山蛭
盐边山蛭（学名：Haemadipsa yanbianensis）为山蛭科山蛭属的动物。在中国大陆，分布于四川等地，主要栖息于草丛根部以及石块下和松土缝隙中。其生存的海拔范围为1550至2000米。该物种的模式产地在四川盐边。